# إليمنيشن تشامبر (2022)
إليمنيشن تشامبر (2022) (بالإنجليزية: Elimination Chamber)‏ هو عرض مصارعة محترفة من فئة الدفع مقابل المشاهدة وهو العرض الثاني عشر من سلسلة عروض إليمنيشن تشامبر، والعرض السابع من عروض دبليو دبليو إي في السعودية ضمن شراكة لمدة 10 سنوات بدعم من رؤية السعودية 2030.

## وصلات خارجية
- الموقع الرسمي